# Elezioni locali in Corea del Nord del 1963
Le elezioni delle assemblee popolari provinciali, delle città, delle contee, dei distretti, dei paesi, delle frazioni, dei villaggi e dei distretti operai in Corea del Nord del 1963 si tennero il 3 dicembre. 
Furono eletti 2 517 deputati delle assemblee popolari provinciali, 14 303 deputati delle assemblee popolari delle città, delle contee e dei distretti e 70 250 deputati delle assemblee popolari delle città, dei villaggi, dei paesi e dei distretti operai.
L'affluenza fu del 100% e i candidati ricevettero un tasso di approvazione del 100%.